# Холдер, Эрик
Эрик Химптон Холдер-младший (англ. Eric Himpton Holder, Jr., род. 21 января 1951) — американский политик, Генеральный прокурор США с 3 февраля 2009 года по 27 апреля 2015 года. До своего назначения работал в юридической фирме Covington & Burling. В 1997—2001 годах занимал пост заместителя генерального прокурора, с 1993 по 1997 год был федеральным прокурором округа Колумбия. Был признан «одним из лучших юристов США 2007 года», один из лучших вашингтонских юристов за последние 30 лет, по мнению журнала Legal Times.
25 сентября 2014 Холдер заявил, что собирается уволиться, однако сохранит свой пост до тех пор, пока не будет утверждён его преемник.

## Биография
Эрик Химптон Холдер-младший (Eric Himpton Holder, Jr) родился 21 января 1951 года в нью-йоркском районе Бронкс. Родители Эрика были выходцами с Барбадоса и имели африканские корни. Его отец, Эрик Химптон Холдер-старший (Eric Himpton Holder Sr.) родился на Барбадосе в округе Сент-Джозеф и переехал в США, когда ему было 12-13 лет. В Штатах он служил в армии во время Второй мировой войны и впоследствии женился на Мириэм (Miriam), которая тоже была дочерью эмигрантов из Барбадоса, но родилась уже в США, в Нью-Джерси. Впоследствии их сын Эрик регулярно совершал поездки на Барбадос.
Отец Эрика торговал недвижимостью, а мать работала секретаршей. Сам Холдер вырос в нью-йоркском районе Квинс, где жило много выходцев из Италии и афроамериканцев. По воспоминаниям Холдера, на карьеру в органах государственной власти его вдохновила инаугурационная речь Джона Кеннеди.
Холдер поступил в государственную начальную школу, а в 10 лет был переведен в школу для одаренных детей, где учились преимущественно евреи. Позже Холдер сумел поступить в элитную государственную школу Stuyvesant High School в Нью-Йорке, однако не слишком там преуспевал. Тем не менее, он смог получить стипендию на обучение в университете.
В 1969 году Холдер поступил в Колумбийский университет. В университете Холдер играл в баскетбол (в этом ему помогал высокий рост — около 185 сантиметров), по выходным занимался репетиторством. Известно, что он принимал участие в студенческих протестах в кампусе, которые однажды завершились захватом кабинета декана. В университете Холдер принимал активное участие в движении за расовое равноправие, участвовал в работе университетских политических кружков. В 1973 году он окончил университет со степенью бакалавра по истории США.
Впоследствии Холдер продолжил обучение, он проходил практику в Народной ассоциации содействия прогрессу цветного населения и в отделе уголовных преступлений министерства юстиции США. В 1976 году он окончил Школу права Колумбийского университета (Columbia Law School) со степенью доктора права. Позже Холдер был принят в совет поверенных Колумбийского университета.
После окончания университета Холдер устроился на работу в отделение по обеспечению честности публичной власти (Public Integrity Section) министерства юстиции США, где в его ведении оказались дела о коррупции политиков, сотрудников ФБР и судей. В частности, на этом посту Холдер расследовал дела о коррупции, связанные с конгрессменом-республиканцем Джоном Дженреттом (John Jenrette), а также главой казначейства штата Флорида и послом США в Доминиканской республике. Другим громким делом, в расследовании которого он принимал участие, стал суд над преступной группировкой «Капо» в Филадельфии.
В 1988 году Холдер был назначен президентом Рональдом Рейганом (Ronald Reagan) на должность судебного заседателя в Высшем суде федерального округа Колумбия. С 1993 по 1997 год Холдер был федеральным окружным прокурором в округе Колумбия, став первым чернокожим, занимавшим эту должность. На этом посту Холдер расследовал дело о растрате 500 тысяч долларов конгрессменом-демократом Дэном Ростенковски (Dan Rostenkowski).
В 1997 году Холдер был назначен заместителем генерального прокурора США, которым тогда была Джанет Рино (Janet Reno), и в 2001 году краткое время исполнял обязанности генерального прокурора во время назначения на этот пост Джона Эшкрофта (John Ashcroft). Холдер занимался расследованием деятельности наркокартелей, случаев коррупции в органах государственной власти и многих громких преступлений. Кроме того, Холдер участвовал в разработке законопроектов по защите детей от насилия, а также был автором законопроекта, разрешавшего привлечение к уголовной ответственности глав корпораций.
Работая в министерстве юстиции, Холдер принимал участие в снятии обвинений с Марка Рича (Marc Rich), американского миллиардера, который с 1980-х годов укрывался от налогов и торговал с Ираном во время кризиса с американскими заложниками. В частности, в ходе следствия Холдер на запрос Белого дома ответил, что относится к прощению Рича «нейтрально, но с сочувствием», и впоследствии Рич был помилован президентом Биллом Клинтоном. Данное помилование получило широкий резонанс, поскольку бывшая жена Рича делала большие пожертвования библиотеке Клинтона и Демократической партии.
Холдера считали вероятным кандидатом на пост генерального прокурора США в случае победы на президентских выборах демократов Альберта Гора (Al Gore) в 2000 году или Джона Керри (John Kerry) в 2004-м.
С 2001 года Холдер работал юристом в частной вашингтонской юридической фирме Covington & Burling. Там он представлял интересы Народной футбольной лиги, компаний Chiquita Brands International, Merck и других клиентов. Кроме того, он был председателем собрания советников компании Eastman Kodak, входил в совет директоров телекоммуникационной компании MCI (до её слияния с Verizon). Также он участвовал в деятельности благотворительных учреждений Meyer Foundation и Save the Children.
Холдер высказывался против пыток заключённых в тюрьме на военной базе США в заливе Гуантанамо и выступал за уничтожение самой этой тюрьмы. Кроме того, он критиковал инициативы Буша о слежке за гражданами США в антитеррористических целях, называя их избыточными и незаконными.
Холдер вошел в список «лучших юристов США 2007 года» и был признан изданием Legal Times «одним из лучших вашингтонских юристов за последние 30 лет».
В ходе избирательной кампании в президенты США в 2008 году Холдер был главным юридическим советником кандидата от Демократической партии Барака Обамы. Холдер принимал участие в деятельности комитета, который был занят созданием новой правительственной команды Обамы и поиском кандидата в будущие вице-президенты, которым стал Джозеф Байден.
После победы Обамы и его инаугурации 20 января 2009 года кандидатура Холдера была представлена для рассмотрения Сенату на пост генерального прокурора США, однако процедура его утверждения затянулась: сенаторы-республиканцы решили отложить голосование по кандидатуре Холдера, причем это было связано с делом Марка Рича и высказываниями Холдера в пользу ужесточения правил свободного ношения оружия. Кандидатура Холдера была утверждена Сенатом США 2 февраля 2009 года: за него было подано 75 голосов, против — 21. Холдер стал первым афроамериканцем на должности генерального прокурора США.
По мнению экспертов, на новом посту Холдеру предстояло выработать твердую отрицательную позицию министерства юстиции по отношению к пыткам заключенных в американских тюрьмах, чтобы поднять пошатнувшийся престиж своего ведомства.
20 июня 2012 года республиканское большинство комитета Палаты представителей по надзору и правительственной реформе приняло резолюцию, рекомендовавшую палате обвинить Холдера в неуважении к Конгрессу. Причиной стал отказ Холдера предоставить законодателям документы, касавшиеся закончившейся неудачей тайной операции «Fast and Furious» по борьбе с контрабандой оружия в Мексику: пытаясь найти лазейки, через которые оружие попадало туда из США, спецслужбы организовывали его контролируемые поставки, но в результате потеряли след более двух тысяч единиц оружия, которые попали в руки наркокартелям.
В ходе посещения России в мае 2012 года провел рабочую встречу с Председателем Следственного комитета РФ А. Бастрыкиным.
25 сентября 2014 года стало известно, что генеральный прокурор США Эрик Холдер подал заявление об увольнении, но он планирует оставаться на своем посту до тех пор, пока не будет утвержден его преемник.

## Личная жизнь
Холдер женат на Шэрон Мэлоун (Sharon Malone), гинекологе-акушере, известной своей правозащитной деятельностью. У супругов трое детей. Сестра Шэрон — Вивьен Мэлоун Джоунз (Vivian Malone Jones) получила известность как первая чернокожая студентка, поступившая в 60-х годах в считавшийся «белым» Университет Алабамы (University of Alabama) несмотря на протесты губернатора Джорджа Воллеса (George Wallace).
Холдер является прихожанином Епископальной церкви. Одним из увлечений Холдера остается баскетбол (в юности он даже мечтал о профессиональной спортивной карьере). Кроме того, племянник его жены Джефф Мэлоун (Jeff Malone) — бывший игрок Washington Bullets.